# ФК „Ботев“ (Нови пазар)
ФК „Ботев“ е футболен клуб от град Нови Пазар, България.
Основан е през 1949 г. под името „Червено знаме“. Играе мачовете си на градския стадион, с капацитет 8000 места.

## История
През 1952 г. „Ботев“ се класира за Североизточната Б група и през 1953 г. завършва на 9 място. През 1954 г. отпада от Б група и още през следващата година успява да се завърне. През 1956 г. е преименуван на ФК „Нови пазар“, но отново отпада. През 1957 г. е преименуван на „Ботев“ (Нови Пазар). За купата на страната през 1959/60 достига до шестнайсетинафинал, но е отстранен от Септемврийска слава с 3:4 (като гост). Успява да се класира отново за Б група чак през 1973 г., но през завършва на 15 място и отпада. След това дълго време участва в Североизточната В група. От 1981 до 1990 г. се нарича „Спортист“ (Нови пазар), след което отново е преименуван на „Ботев“. През 1992/93 г. отново достига до шестнайсетинафинал за купата, но отпада от Сливен след победа с 1:0 и загуба с 0:3. През същия сезон успява да се класира за Северната Б група. През 1993/94 завършва на 11 място, а на следващата година въпреки че завършва на 9 място отпада защото двете Б групи са обединени в една. През 1997 г. отбора отпадна и от В група. През лятото на 1998 г. бе преименуван на „Симента“, а през 2003 г. прекрати съществуването си. През сезон 2008 – 2009 е създаден отново под името „ФК Ботев 2008“. От сезон 2010/11 отново си връща името „Ботев“ (Нови пазар). Състезава се в А окръжна група където печели 1 място и право на участие във В Североизточна група.

## Успехи
- Шестнайсетинафиналист за купата на страната през 1959/60 и 1992/93 г.
- 9 място в Североизточната Б група през 1953 г.
- 9 място в Северната Б група през 1994/95 г.

## Известни футболисти
- Марин Петров
- Георги Велинов
- Росен Матеев
- Валери Венков
- Иван Курдов
- Стоян Рачев – Легендата